# ラリベラの岩窟教会群
ラリベラの岩窟教会群（ラリベラのがんくつきょうかいぐん）は、エチオピアの世界遺産の一つ。凝灰岩を刳り貫いて作り上げたエチオピア正教会の教会堂群で、世界の石造建築史から見ても非常に重要な建造物である。
正確な建造年代は不明だが、ザグウェ朝のラリベラ王 (en) が君臨していた12世紀から13世紀にかけての時期に建造されたと推測されている。

## グループ
11の聖堂と関連する礼拝堂などの建造物群からなり、以下の4つのグループに分けられる。

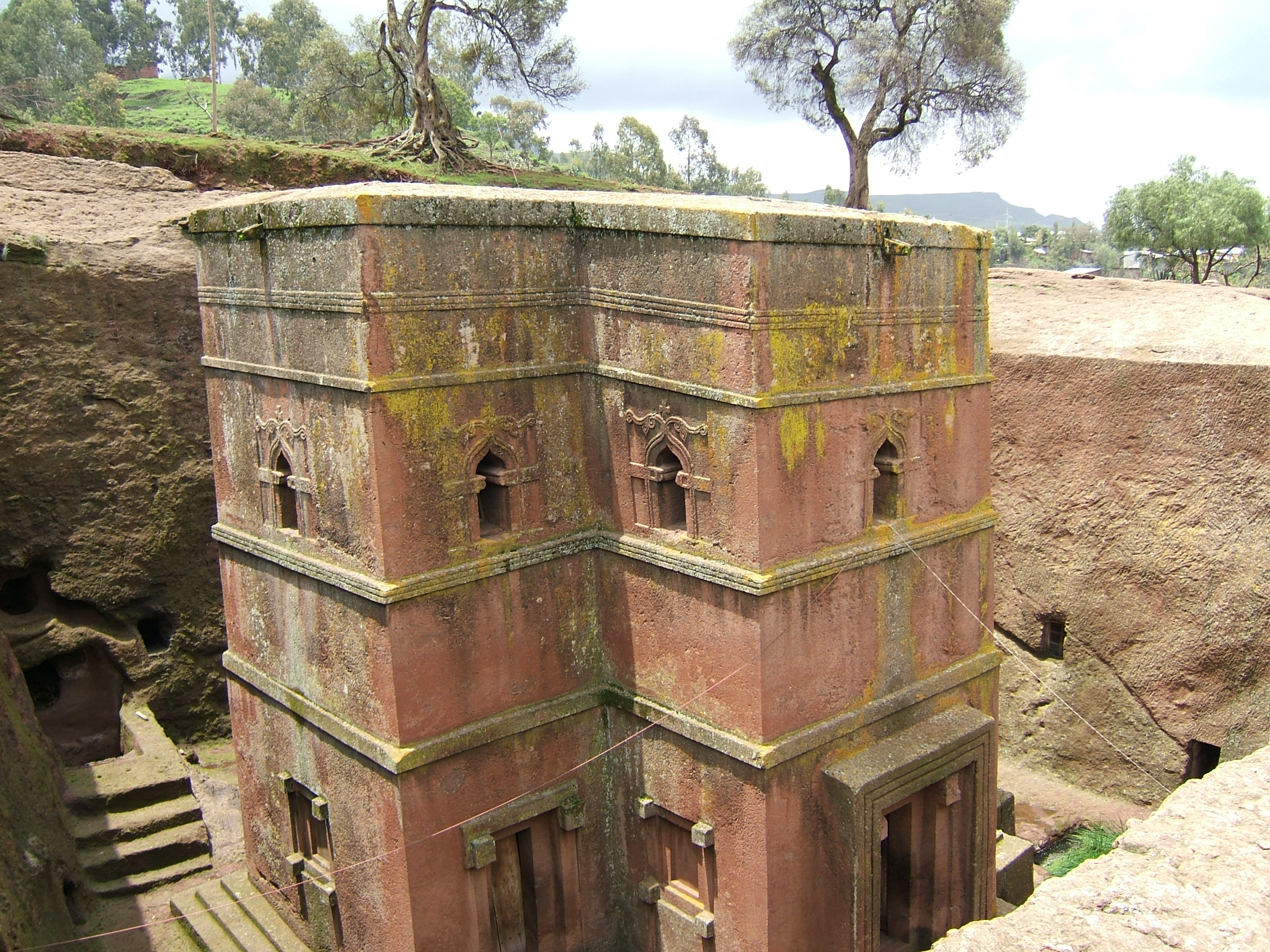
ベテ・ギョルギス

### 北部
ベテ・マドハネ・アレム（マドハネ・アレム聖堂。「マドハネ・アレム」は「救世主」の意）は、アクスムにあるシオンの聖マリア教会を模したと考えられている世界最大級の岩窟聖堂である。この聖堂が、一連の岩窟聖堂中最古と考えられるベテ・マリアム（マリア聖堂）や、ラリベラ王の墓所を含むと言われるベテ・ゴルゴタ（ゴルゴタ聖堂）、セラシエ礼拝堂、アダムの墓などと繋がっている。

### 西部
最も秀逸とされ、保存状態も良好なベテ・ギョルギス（聖ゲオルギウス聖堂）が孤立している。伝説では、他の10の聖堂が彫り上げられた後、ラリベラ王の夢枕に聖ゲオルギウスが立ち、造るように命じたという。上から見ると十字架に見えるよう掘り下げられ、またノアの方舟を模しているともされる。地元の観光ガイドが見学者に語る地元の伝承では、往復5～6カ月かかっていたエルサレム巡礼の代わりに建てられたという。

### 東部
かつて王家の礼拝堂だったと推測されているベテ・アマヌエ（エマヌエル聖堂）、かつて監獄だったらしいベテ・マルコリオス（メルクリオス聖堂）、かつての王宮とされるベテ・ガブリエル＝ルファエル（ガブリエル＝ラファエル聖堂）や、ベテ・アッバ・リバノス、「ベト・レヘム」（ベツレヘム）がある。

### その他
アシェタン・マリアムの修道院、11世紀頃に洞窟の中に建造されたアスクム様式のイムレハネ・クリストス教会などがある。

## 建造年代

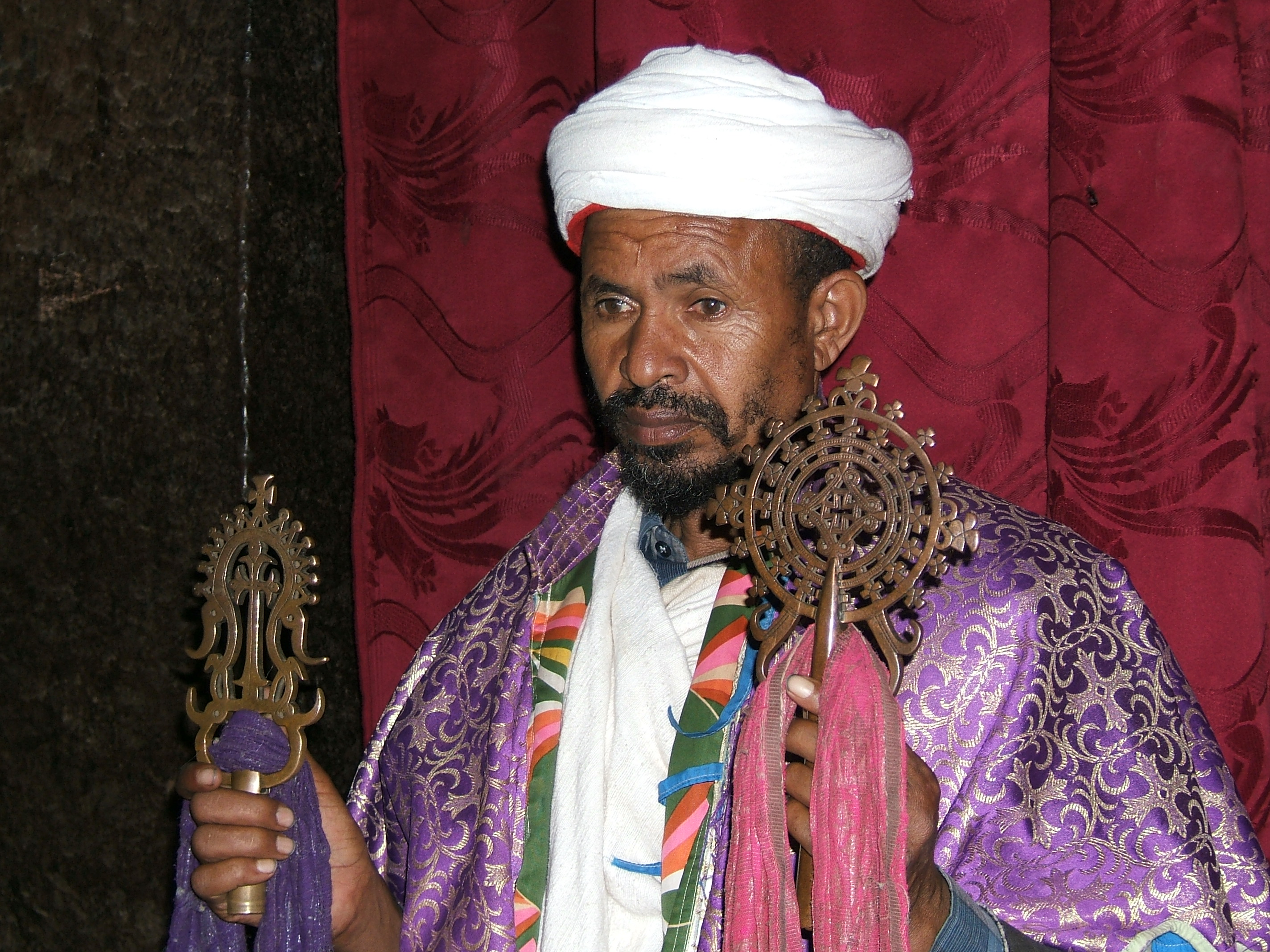
ラリベラの、エチオピア正教会の司祭

岩窟聖堂群には、建造時期を巡って論争になっているものもある。ケンブリッジ大学教授のアフリカ考古学者デヴィット・フィリップソンは、メルクリオス聖堂、ガブリエル＝ラファエル聖堂、ダナゲル聖堂は、標準的な建造年代より500年ほど遡るアクスム王国の衰退期に、要塞や宮殿として切り出されたのが最初であり、ラリベラの名はラリベラ王の死後に結びつけられたにすぎないと提唱している。また、地方史家ゲタチェウ・メコネンの説では、アッバ・リバノスは、ラリベラ王妃マスカル・キブラが夫ラリベラの死後、彼を記念するものとして建造されたものであるという。
なお、作家グラハム・ハンコックらは聖堂騎士団の助けで建造されたと主張するが、豊富な史資料は、岩窟聖堂群が中世エチオピア文明のみに拠っていることを明らかにしている。

## 登録基準
この世界遺産は世界遺産登録基準のうち、以下の条件を満たし、登録された（以下の基準は世界遺産センター公表の登録基準からの翻訳、引用である）。
- (1) 人類の創造的才能を表現する傑作。
- (2) ある期間を通じてまたはある文化圏において、建築、技術、記念碑的芸術、都市計画、景観デザインの発展に関し、人類の価値の重要な交流を示すもの。
- (3) 現存するまたは消滅した文化的伝統または文明の、唯一のまたは少なくとも稀な証拠。

登録基準に基づく評価内容は以下の通り。
- (1) 11 の教会はすべて、その完成度、規模、形態の多様性と大胆さにおいて、独特の芸術的成果を表している。
- (2) ラリベラ王は、歴史的状況により巡礼が不可能になったときに、聖地のシンボルを建設しようとした。ベテ・ゴルゴタには、キリストとアダムの墓、およびキリスト降誕の馬小屋のレプリカがある。聖地ラリベラはエルサレムとベツレヘムの聖地の代わりとなり、エチオピアのキリスト教に多大な影響を与えた。
- (3) ラリベラ全体は、11の教会の他に、内部階段と茅葺き屋根を備えた伝統的な2階建ての円形の村の家の広大な遺跡など、エチオピアの中世および中世以降の文明の優れた証拠を提供している。

## 遺跡をとりまく状況
岩窟教会群は、エチオピア正教会のキリスト教徒数百万人が訪れる聖地となっている。
2020年11月、エチオピア政府軍とティグレ人民解放戦線（TPLF）が交戦開始。主戦場はラリベラから遠いティグレ州一帯であったが次第に戦線が南下。2021年8月、ラリベラはTPLFの支配下に入った。ラリベラが占領される際には戦闘が行われず、遺跡も無事であったが、州内では9月以降も爆撃を含む大規模な戦闘が行われており、予断を許さない状況が続いている。